# Le Val-Saint-Père
Le Val-Saint-Père  là một xã thuộc tỉnh Manche trong vùng Normandie tây bắc nước Pháp. Xã này nằm ở khu vực có độ cao trung bình 18 mét trên mực nước biển.